# 1709 Ukraina
Ukraina (asteroide 1709) é um asteroide da cintura principal, a 1,8716784 UA. Possui uma excentricidade de 0,2130805 e um período orbital de 1 339,79 dias (3,67 anos).
Ukraina tem uma velocidade orbital média de 19,31266907 km/s e uma inclinação de 7,56881º.
Esse asteroide foi descoberto em 16 de Agosto de 1925 por Grigory Shajn.